# فيث كيبيجون
فيث كيبيجون (مواليد 10 يناير 1994) هي عداءة مسافات متوسطة كينية متخصصة في سباق 1500 متر، حصلت على الميدالية الذهبية في سباق 1500 متر في الألعاب الأولمبية الصيفية 2016 وأولمبياد 2020.